# مهرن
مهرن (به آلمانی: Mähren) یک شهر  در آلمان است که در وستروالدکرایس واقع شده‌است. مهرن ۲۵۱ نفر جمعیت دارد.